# Arjoci
Arjoci – wieś w Rumunii, w okręgu Gorj, w gminie Godinești. W 2011 roku liczyła 118 mieszkańców.